# Juan Carlos García (piłkarz)
Juan Carlos García (ur. 8 marca 1988 w Teli, zm. 8 stycznia 2018 w Tegucigalpie) – honduraski piłkarz występujący na pozycji lewego obrońcy.

## Kariera klubowa
García jest wychowankiem klubu CD Marathón z siedzibą w mieście San Pedro Sula, do którego seniorskiej drużyny został włączony jako dziewiętnastolatek i w Liga Nacional de Fútbol de Honduras zadebiutował w 2007 roku. Już w swoim debiutanckim sezonie, Apertura 2007, wywalczył z drużyną prowadzoną przez urugwajskiego trenera Manuela Keosseiana tytuł mistrza Hondurasu, natomiast pół roku później, podczas wiosennych rozgrywek Clausura 2007, zanotował z Marathónem wicemistrzostwo kraju. Niedługo po tym sukcesie został podstawowym graczem pierwszego składu i w tej roli w sezonie Apertura 2008 po raz drugi osiągnął tytuł mistrzowski. Trzecie mistrzostwo Hondurasu w barwach Marathónu odniósł natomiast rok później, podczas jesiennych rozgrywek Apertura 2009, pełniąc rolę kluczowego zawodnika swojej drużyny.
Latem 2010 García na zasadzie wolnego transferu przeniósł się do najbardziej utytułowanego klubu w kraju, CD Olimpia ze stołecznej Tegucigalpy. Tam od razu wywalczył sobie pewne miejsce w wyjściowej jedenastce, w ciągu kilku następnych lat odnosząc z ekipą prowadzoną najpierw przez argentyńskiego szkoleniowca Danilo Tosello, a następnie Juana Carlosa Espinozę pasmo sukcesów na arenie krajowej. W jesiennym sezonie Apertura 2011 zdobył swój czwarty tytuł mistrza Hondurasu i osiągnięcie to powtórzył również pół roku później, podczas wiosennych rozgrywek Clausura 2012. Po raz szósty zanotował mistrzostwo kraju podczas sezonu Apertura 2012, natomiast w rozgrywkach Clausura 2013 osiągnął ogółem siódmy w karierze, a czwarty z rzędu tytuł mistrzowski. W lipcu 2013 jako wolny zawodnik podpisał trzyletni kontrakt z angielskim Wigan Athletic FC, ówczesnym spadkowiczem z Premier League.

## Kariera reprezentacyjna
W 2005 roku García znalazł się w składzie reprezentacji Hondurasu U-17 na Młodzieżowe Mistrzostwa Ameryki Północnej. Tam pełnił rolę podstawowego gracza drużyny i wystąpił w czterech spotkaniach, zdobywając bramkę w konfrontacji z Kostaryką (1:2), wchodzącym w skład dwumeczu fazy play-off, natomiast Honduranie nie zdołali się ostatecznie zakwalifikować na Mistrzostwa Świata U-17 w Peru. Kilka miesięcy później został powołany do reprezentacji Hondurasu U-20 na kolejne Młodzieżowe Mistrzostwa Ameryki Północnej, gdzie jego kadra odpadła już w rundzie eliminacyjnej, nie awansując do finałowego turnieju, zaś on sam rozegrał jeden mecz, w którym strzelił również gola; z Kostaryką (2:2).
W 2009 roku García został powołany przez kolumbijskiego selekcjonera Reinaldo Ruedę na Złoty Puchar CONCACAF, podczas którego 11 lipca 2009 w wygranym 4:0 meczu fazy grupowej z Grenadą zadebiutował w seniorskiej reprezentacji Hondurasu. Był to zarazem jego jedyny występ w tej edycji turnieju, a jego zespół odpadł z rozgrywek w półfinale. W 2011 roku wziął udział w turnieju Copa Centroamericana, gdzie miał niepodważalne miejsce w wyjściowej jedenastce, występując we wszystkich czterech spotkaniach od pierwszej do ostatniej minuty, natomiast Honduranie, prowadzeni wówczas przez meksykańskiego szkoleniowca Juana de Dios Castillo, triumfowali ostatecznie w tych rozgrywkach. Kilka miesięcy później znalazł się w ogłoszonym przez trenera Luisa Fernando Suáreza składzie na kolejny Złoty Puchar CONCACAF. Tam również pełnił rolę podstawowego zawodnika kadry, czterokrotnie pojawiając się na boiskach, a jego drużyna zakończyła swój udział w imprezie na półfinale. W 2013 roku po raz kolejny został powołany na Copa Centroamericana, gdzie rozegrał wszystkie cztery mecze w pełnym wymiarze czasowym, natomiast honduraska reprezentacja zajęła ostatecznie drugie miejsce.
Premierowego gola w kadrze narodowej García strzelił 6 lutego 2013 w wygranym 2:1 spotkaniu z USA, w ramach udanych ostatecznie dla jego drużyny eliminacji do Mistrzostw Świata 2014. W tym samym roku znów znalazł się w składzie na Złoty Puchar CONCACAF, podczas którego wystąpił we wszystkich pięciu meczach, zaś Honduranie po raz trzeci z rzędu zakończyli swój udział w rozgrywkach na półfinale.
W dniu 9 lutego 2015 u piłkarza wykryto nieprawidłowości w wynikach krwi. Tydzień potem okazało się, że zawodnik choruje na białaczkę. Zmarł 8 stycznia 2018.